# (16915) Bredthauer
(16915) Bredthauer (1998 FR10) – planetoida z grupy pasa głównego asteroid okrążająca Słońce w ciągu 7,85 lat w średniej odległości 3,95 j.a. Odkryta 24 marca 1998 roku.